# بارباسنا
بارباسنا (به پرتغالی: Barbacena) یک شهر و شهر و شهرداری در برزیل است که در مینا ژرایس واقع شده‌است. بارباسنا ۷۵۹٫۱۹ کیلومتر مربع مساحت و ۱۳۲٬۹۸۰ نفر جمعیت دارد و ۱٬۱۶۰ متر بالاتر از سطح دریا واقع شده‌است.

## خواهرخوانده
شهر بورلینگتون، آیووا خواهرخواندهٔ بارباسنا هست.